# Elecciones parlamentarias de Eslovenia de 2022
Las elecciones parlamentarias de Eslovenia de 2022 se celebraron el 24 de abril del mismo año. Las anteriores elecciones resultaron en un parlamento atomizado con 9 partidos representados y un gobierno dirigido por Marjan Šarec y formado por 5 partidos apoyado por fuera por La Izquierda y las mínorias nacionales; tras varios roces durante el primer año, la coalición se rompió tras la dimisión del Ministro de Finanzas, Andrej Bertoncelj de la Lista de Marjan Šarec, que ejemplificó los problemas del gobierno de coalición que no alcanzaba a ponerse de acuerdo en la reestructuración del sistema sanitario esloveno; esto provocó la salida de dos de los socios del gobierno: Partido Moderno del Centro (SMC) y el Partido Democrático de los Pensionistas de Eslovenia (DeSUS). Tras la formación del nuevo gobierno dirigido por Janez Janša del Partido Demócrata (SDS) y varias medidas autoritarias además de su discurso antieuropeo comparados con las de Viktor Orbán en Hungría, la oposición empezó a crecer en las encuestas liderada primero por la Lista de Marjan Šarec y luego por los Socialdemócratas (SD). A pesar de su creciente autoritarismo el principal activo electoral de Janša han sido los indicadores económicos. Su gobierno logró sortear la pandemia con bastante habilidad y cerrará su mandato con el mayor crecimiento del continente (8.1%), el desempleo en mínimos históricos y una subida de los salarios reales del 5%
Sin embargo, en mayo de 2022 el empresario y ex secretario de Estado Robert Golob formó una plataforma política sobre las bases del pequeño Partido de Acciones Verdes (Z.DEJ) que se renombro como Movimiento Libertad (GS), que rápidamente tomó el liderazgo de la oposición desplazando al resto de partidos. La campaña de Golob se ha centrado en "retornar a Eslovenia a Europa Occidental" y ha calificado a Janša como "un peligro para los cimientos democráticos". La campaña de Golob se ha enfocado también en la plataforma ecologista, promoviendo una transición abrupta a las energías renovables.
Tras la votación del 24 de abril, el Movimiento Libertad (GS) de Robert Golob se impuso al Partido Demócrata (SDS) de Janez Janša por una diferencia de más del 10% de los votos. Las elecciones rompieron algunos récords como el mayor número de escaños para un solo partido desde la independencia, la mayor participación electoral desde 1996 y una subida de 18 puntos comparado con las elecciones de 2018 y el menor número de partidos representados desde la independencia. Tras las elecciones Golob formó un gobierno compuesto por el Movimiento Libertad (GS), los Socialdemócratas (SD) y La Izquierda (LEVICA)

## Sistema electoral
Los 90 miembros de la Asamblea Nacional son elegidos por dos métodos: 88 son elegidos por representación proporcional de listas abiertas en ocho distritos electorales de 11 escaños y los escaños se asignan a los partidos a nivel del distrito utilizando el cociente Droop. Los Diputados elegidos se identifican clasificando a todos los candidatos de un partido en un distrito electoral por el porcentaje de votos que recibieron en su distrito. Los asientos que permanecen sin asignar se asignan a los partidos a nivel nacional utilizando el método d'Hondt con un umbral electoral del 4%.
Aunque el país está dividido en 88 distritos electorales, los diputados no son elegidos en todos los 88 distritos. En algunos distritos se elige a más de un diputado, lo que da como resultado que algunos distritos no tengan un diputado electo.(por ejemplo, 21 de los 88 distritos electorales no tenían un diputado electo en las elecciones de 2014).
Existe cuota de género para la Asamblea Nacional.

## Campaña electoral
El presidente Borut Pahor firmó un decreto para la elección que se celebrará el 24 de abril de 2022. Pahor explicó que nombrará a un primer ministro sobre la base de la composición del parlamento, solicitando a los líderes de los grupos parlamentarios que presenten al menos 46 firmas. El Primer Ministro Janez Janša dio positivo en el mismo día a la prueba de COVID-19.
A raíz de la decisión del TEDH en el asunto Comité para la Organización y el registro del Partido Comunista Rumano.c. En el caso de Rumanía en el que el TEDH confirmó la decisión de Rumanía de negarse a registrar un partido político que no se distanciara del antiguo régimen comunista, Vili Kovačič pidió al Tribunal Constitucional que decidiera sobre la constitucionalidad del programa de La Izquierda (Levica) y las acciones de La Izquierda y los Socialdemócratas (SD). Este último es el sucesor legal de la Liga de Comunistas de Eslovenia. El Tribunal Constitucional rechazó la propuesta de Vili Kovačič de decidir sobre la constitucionalidad del programa de La Izquierda y las acciones tanto de La Izquierda como de los socialdemócratas definiendola como infundada.
Aleksandra Pivec presentó 1500 firmas para apoyar las listas de candidatos de Nuestro País. También declaró que los diputados Branko Simonovič e Ivan Hršak del Partido Democrático de Pensionistas de Eslovenia (DeSUS) pueden unirse a su partido. DeSUS y LIDE decidieron formar una lista conjunta de candidatos para las elecciones. Karl Erjavec, exlíder de DeSUS, dijo en una entrevista que DeSUS es un partido fallido y que conectarse con LIDE no tendrá un efecto positivo en las elecciones. Criticó a los diputados de DeSUS e Igor Zorčič, que no apoyaron la moción de censura después de la cual Erjavec se convertiría en primer ministro. Agregó que podría volver a entrar en política, pero no a través de DeSUS, y que tiene varias ofertas de otros partidos. El partido LIDE autorizó al presidente del partido, Igor Zorčič, a formar una lista conjunta de candidatos con DeSUS y los LDS. Más tarde, LIDE anunció que no participaría en las elecciones. DeSUS no quería una coalición más amplia con otros partidos y, por lo tanto, rechazó un acuerdo ofrecido por LIDE. El líder de LIDE, Igor Zorčič, declaró que el partido se saltará las elecciones parlamentarias y se centrará en las elecciones presidenciales y locales, que se celebrarán a finales de este año. DeSUS anunció que se presentará a las elecciones por su cuenta después de negarse a formar una lista conjunta con el LIDE.
La Comisión para la Prevención de la Corrupción anunció que no encontró ninguna violación con respecto a las vacaciones del Primer Ministro Janez Janša con algunos empresarios y detuvo la investigación. Después de la investigación de la adquisición de equipos de protección en la fase inicial de la pandemia de COVID-19, la Comisión para la Prevención de la Corrupción (KPK) encontró una violación de la integridad por parte del Ministro de Economía Zdravko Počivalšek. Počivalšek declaró que no dimitirá y que la opinión de la KPK dice más sobre la propia KPK que de él. Robert Golob se encontró bajo investigación policial después de que lo acusaran de recibir un salario demasiado alto como director ejecutivo de la empresa estatal GEN-I y, por lo tanto, de violar la llamada Ley 'Lahkovnik', que regula los salarios de los órganos de administración de empresas.
El presidente de la Asamblea Nacional Igor Zorčič, exmiembro del Partido del Centro Moderno (SMC), fundó un nuevo partido llamado Demócratas Liberales. Robert Golob, ex Secretario del Ministro de Economía en el gabinete del Primer Ministro Janez Drnovšek y CEO de GEN-i, fue elegido presidente del Partido de Acciones Verdes (Z.DEJ), renombrándolo como el Movimiento Libertad (GS). Igor Zorčič anunció que los Demócratas Liberales no formarán una coalición con el Movimiento Libertad (GS), que fue una decisión mutua de ambos partidos. Supuestamente, el líder del Movimiento Libertad, Golob, solo ofreció a Zorčič ser un candidato en la lista de candidatos de su partido, y no una lista conjunta. El denunciante Ivan Gale se convirtió en presidente del partido Nuestro Futuro, y la ex comisaria europea Violeta Bulc fue elegida vicepresidenta. Smiljan Mekicar del partido Buen País confirmó que formarán una lista conjunta con el partido Nuestro Futuro de Ivan Gale y algunos otros partidos y listas.
RTV Eslovenia, la emisora pública, rechazó la solicitud del Movimiento Libertad (GS) de reconocerlos como un partido parlamentario. RTV Eslovenia reconoció al partido Nuestro País de Aleksandra Pivec como un partido parlamentario, que por ley le permite participar en debates electorales con otros partidos parlamentarios. RTV Eslovenia reconoció a Nuestro País como el sucesor de DeSUS, porque Aleksandra Pivec fue elegida presidenta de DeSUS, pero luego renunció y fundó un nuevo partido, al que se unieron varios exmiembros de DeSUS. Según RTV Eslovenia, la situación era la misma que en el caso de la Alianza de Alenka Bratušek antes de las elecciones de 2014. Alenka Bratušek fue elegida presidenta de Eslovenia Positiva, luego renunció y fundó un nuevo partido, que incluía a varios miembros de Eslovenia Positiva. RTV Eslovenia concedió a la Alianza de Alenka Bratušek el estatus parlamentario. Movimiento Libertad (GS) recibió el estatus parlamentario después de ganar una demanda contra RTV Eslovenia por discriminación política.

## Encuestas

## Candidaturas
| Partido o Coalición | Partido o Coalición | Partido o Coalición                                                                             | Partido o Coalición                                                                             | Partido o Coalición                                                                             | Ideología                             | Líder                                      |
| ------------------- | ------------------- | ----------------------------------------------------------------------------------------------- | ----------------------------------------------------------------------------------------------- | ----------------------------------------------------------------------------------------------- | ------------------------------------- | ------------------------------------------ |
|                     | SDS                 | Partido Demócrata Esloveno Slovenska Demokratska Stranka                                        | Partido Demócrata Esloveno Slovenska Demokratska Stranka                                        | Partido Demócrata Esloveno Slovenska Demokratska Stranka                                        | Conservadurismo                       | Janez Janša Primer Ministro                |
|                     | LMŠ                 | Lista de Marjan Šarec Lista Marjana Šarca                                                       | Lista de Marjan Šarec Lista Marjana Šarca                                                       | Lista de Marjan Šarec Lista Marjana Šarca                                                       | Socioliberalismo                      | Marjan Šarec MP, ex primer ministro        |
|                     | SD                  | Socialdemócratas Socialni Demokrati                                                             | Socialdemócratas Socialni Demokrati                                                             | Socialdemócratas Socialni Demokrati                                                             | Socialdemocracia                      | Tanja Fajon MPE                            |
|                     | Levica              | La Izquierda Levica                                                                             | La Izquierda Levica                                                                             | La Izquierda Levica                                                                             | Socialismo Democrático                | Luka Mesec MP                              |
|                     | NSi                 | Nueva Eslovenia Nova Slovenija                                                                  | Nueva Eslovenia Nova Slovenija                                                                  | Nueva Eslovenia Nova Slovenija                                                                  | Democracia Cristiana                  | Matej Tonin Ministro de Defensa            |
|                     | SAB                 | Partido de Alenka Bratušek Stranka Alenke Bratušek                                              | Partido de Alenka Bratušek Stranka Alenke Bratušek                                              | Partido de Alenka Bratušek Stranka Alenke Bratušek                                              | Socioliberalismo                      | Alenka Bratušek MP, exPrimera Ministra     |
|                     | DeSUS               | Partido Democrático de los Pensionistas de Eslovenia Demokratična Stranka Upokojencev Slovenije | Partido Democrático de los Pensionistas de Eslovenia Demokratična Stranka Upokojencev Slovenije | Partido Democrático de los Pensionistas de Eslovenia Demokratična Stranka Upokojencev Slovenije | Intereses de los Pensionados          | Ljubo Jasnič exSecretario de Estado        |
|                     | PoS                 | Conectamos Eslovenia Povežimo Slovenijo                                                         |                                                                                                 | Concretamente Konkretno                                                                         | Liberalismo                           | Zdravko Počivalšek Ministro de Economía    |
|                     | PoS                 | Conectamos Eslovenia Povežimo Slovenijo                                                         | Partido Popular Esloveno(SLS) Slovenska Ljudska Stranka                                         | Conservadurismo                                                                                 | Marjan Podobnik exViceprimer Ministro |                                            |
|                     | PoS                 | Conectamos Eslovenia Povežimo Slovenijo                                                         | Verdes de Eslovenia(Zeleni) Zeleni Slovenije                                                    | Conservadurismo verde                                                                           | Andrej Čuš Secretario de Estado       |                                            |
|                     | PoS                 | Conectamos Eslovenia Povežimo Slovenijo                                                         | Nuevo Partido Popular (NLS) Nova Ljudska Stranka                                                | Conservadurismo                                                                                 | Željko Vogrin Consejero Nacional      |                                            |
|                     | PoS                 | Conectamos Eslovenia Povežimo Slovenijo                                                         | Nueva Socialdemocracia (NSD) Nova Socialdemokracija                                             | Socialdemocracia                                                                                | Andrej Magajna exMP                   |                                            |
|                     | SNS                 | Partido Nacional Esloveno Slovenska Nacionalna Stranka                                          | Partido Nacional Esloveno Slovenska Nacionalna Stranka                                          | Partido Nacional Esloveno Slovenska Nacionalna Stranka                                          | Nacionalismo                          | Zmago Jelinčič Plemeniti MP                |
|                     | GS                  | Movimiento Libertad Gibanje Svoboda                                                             | Movimiento Libertad Gibanje Svoboda                                                             | Movimiento Libertad Gibanje Svoboda                                                             | Liberalismo verde                     | Robert Golob exSecretario de Estado        |
|                     | ND                  | Nuestro País Naša Dežela                                                                        | Nuestro País Naša Dežela                                                                        | Nuestro País Naša Dežela                                                                        | Agrarismo                             | Aleksandra Pivec exMinistro de Agricultura |

## Resultados

### Participación
La participación en la votación fue del 69%, según la comisión electoral. Los expertos dijeron que estaba muy por encima del promedio nacional. Peter Merše, un analista político, dijo; "El mayor ganador es, por supuesto, el Movimiento de la Libertad, Eslovenia está experimentando una vez más con caras nuevas, con personas de las que apenas hemos oído hablar antes". La participación electoral en las elecciones anticipadas, que tuvo lugar del 19 al 21 de abril, fue del 7,67 %, que fue el récord de participación en la votación anticipada tanto en las elecciones como en los referéndums.

### Resultados
|  | 34.53 % |

|  | 23.52 % |

|  | 6.86 % |

|  | 6.66 % |

|  | 4.39 % |

|  | 3.73 % |

|  | 3.13 % |

|  | 2.87 % |

|  | 2.61 % |

|  | 1.76 % |

|  | 1.76 % |

|  | 1.64 % |

|  | 1.51 % |

|  | 1.49 % |

|  | 1.33 % |

|  | 0.70 % |

|  | 0.62 % |

|  | 0.43 % |

|  | 0.18 % |

|  | 0.05 % |

|  | 0.01 % |

|  | 99.09 % |

|  | 0.91 % |

|  | 100.00 % |

|  | 70.97 % |

## Consecuencias
El Movimiento por la Libertad (GS), dirigido por Robert Golob, exejecutivo de una empresa energética estatal, obtuvo 41 escaños, había hecho campaña sobre la transición a la energía verde, una sociedad abierta y el estado de derecho. El Partido Democrático Esloveno del actual primer ministro Janez Janša terminó segundo y ganó 27 escaños. La Nueva Eslovenia-Demócrata Cristiana terminó en tercer lugar y ganó 8 escaños, seguida por los Socialdemócratas con 7 escaños y La Izquierda con 5 escaños. Golob, hablando con la sede del partido a través de un enlace de video, declaró la victoria y agradeció a sus seguidores por la participación histórica. Por otro lado, el primer ministro Janša, dirigiéndose a sus seguidores, admitió la derrota y dijo; "Los resultados son los que son. Felicidades al relativo ganador".
Para formar un gobierno, Euronews informó que se espera que Freedom Movement forme una coalición con "grupos más pequeños de centro-izquierda".
El líder del Movimiento Libertad Robert Golob fue elegido primer ministro en votación parlamentaria 54 votos a favor y 30 en contra. La formación de gobierno se dará en una coalición del Movimiento Libertad, los Socialdemócratas y La Izquierda.